# Аль-Фатх (организация)
Аль-Фатх (рус. победа — также 48 сура в коране) — религиозная организация мусульман Санкт-Петербурга, основанная в 1993, является альтернативной муфтияту мусульманской организацией в Санкт-Петербурге. Входит в ДУМЕР. Выступает за создание в городе «альтернативной» по отношению к действующей, мечети.

## История организации
Организацию основал Хафиз Махмутов, который в 1972—1977 годах занимал должность имама-хатыба Соборной мечети Ленинграда. После смерти руководителя организации в 2008 году её возглавил его сын Джамалетдин Махмутов. Махмутов выступил с рядом гражданских инициатив, таких как:
- Организация направила предложение Д. А. Медведеву создать государственную награду для масульман и назвать её «Георгиевским полумесяцем» (аналог Георгиевского креста), исламский культурный центр также поддержал эту инициативу[3]. Но это предложение не встретило поддержки российских властей[4].
- Организации суда по законам шариата[5]:

По словам господина Махмутова, судьи - "люди с дипломами о высшем религиозном образовании" - возьмутся решать даже такие непростые вопросы, как невыплата заработной платы мусульманам или отказ в приеме их детей в садики. Причем и в тех случаях, когда работодатель или заведующая детсадом исповедуют другую религию. Более того, господин Махмутов приглашает обращаться в суд шариата представителей всех конфессий. Решения суда будут носить консультативный характер. Приговаривать к забиванию камнями или порке питерский шариат пока не планирует.— Известия.Ру: Шариат добрался до Питера
- Организация находится в конфликте со всеми лидерами других мусульманских объединений, пытаясь сплотить всех мусульман Санкт-Петербурга под своим началом[6].
- Также организация известна в связи возбуждением уголовного дела по части 1 статьи 282 Уголовного кодекса РФ в начале 2010 года. В ряде обысков в помещениях организации были найдены молитвенные коврики и чётки, а подозреваемые в исполнении намазов оказались причастны к организации попытки группового молитвенного обращения (дуа) к Аллаху — Хозяину миров. Впоследствии выяснилось, что данные люди принимали участие в жизни и других мусульманских общин Санкт-Петербурга в равной степени.[источник не указан 167 дней]
- При организации действовало медресе. Там обучались как мужчины, так и женщины. Один из выпускников медресе Мухаммед Хенни открыл свою школу[7].